# Cheetah Hunt
Cheetah Hunt in Busch Gardens Tampa (Tampa, Florida, USA) ist eine Stahlachterbahn vom Modell LSM Launch Coaster des Herstellers Intamin, die am 27. Mai 2011 eröffnet wurde. Zusammen mit der Bahn wurde auch der neue Themenbereich Cheetah Run – einem Geparden-Gehege – eröffnet.
Die 1350 m lange Strecke erreicht eine Höhe von 31,1 m und besitzt eine 39,6 m hohe Abfahrt. Insgesamt drei Beschleunigungsstrecken beschleunigen die Züge auf 48 km/h, 96,6 km/h und 64 km/h. Außerdem besitzt sie einen Windcatcher Tower und eine Heartline-Roll.

## Züge
Cheetah Hunt besitzt fünf Züge mit jeweils vier Wagen. In jedem Wagen können vier Personen (zwei Reihen à zwei Personen) Platz nehmen. Die Fahrgäste müssen mindestens 1,22 m groß sein, um mitfahren zu dürfen.

## Inspiration

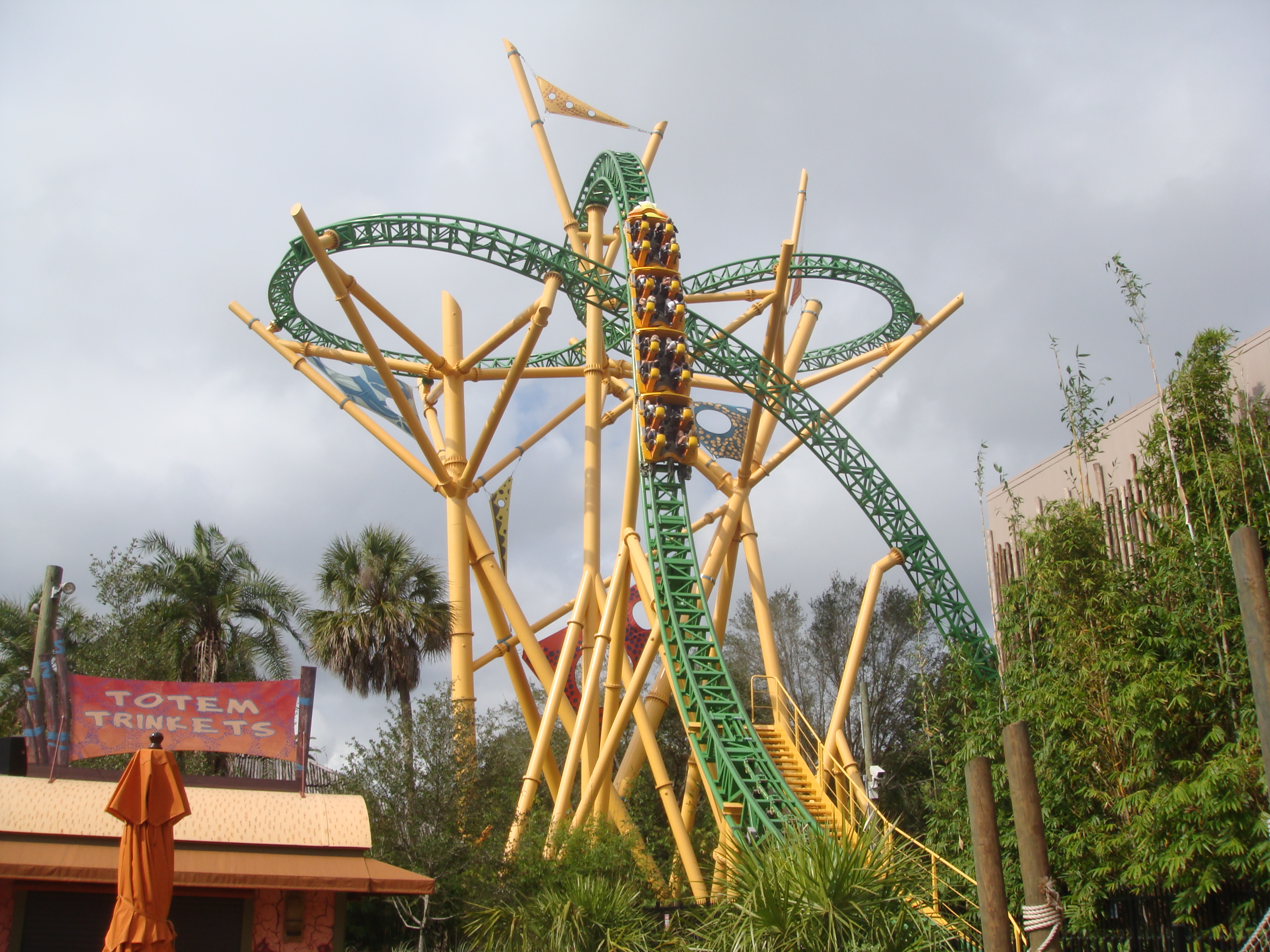
Der Hügel nach dem ersten Abschuss

Die Achterbahn und ihre Strecke sind von dem Jagdverhalten der Geparden inspiriert. Geparden sind die schnellsten Jagdtiere der Welt und können bis zu 110 km/h schnell werden. Dies jedoch für gerade einmal 400 m.
Die Achterbahn „Cheetah Hunt“ wurde danach konstruiert: Die ca. 1400 m lange Strecke ist in drei Teilabschnitte mit jeweils einem Launch (Abschussbereich) aufgeteilt. Beim zweiten Launch, in dem der Zug eine Höchstgeschwindigkeit von ca. 100 km/h erreicht, befindet er sich somit knapp unter der Jagdgeschwindigkeit des Geparden.

## Thematisierung
Die 20 Millionen Dollar teure Anlage ist einer ägyptischen Landschaft mit Ruinen und Schluchten nachempfunden. Neben der Achterbahn wurde auch ein Gepardengehege mit 14 Jungtieren eingerichtet. Die Geparde können von den Besuchern durch Panoramaglasfenster beobachtet werden.